# Audi RS6
L'Audi RS6 è un'autovettura prodotta dalla casa automobilistica tedesca Audi a partire dal 2002. 
È la versione più sportiva della A6 ed è giunta alla sua quarta generazione.

## Prima serie (2002-2004)

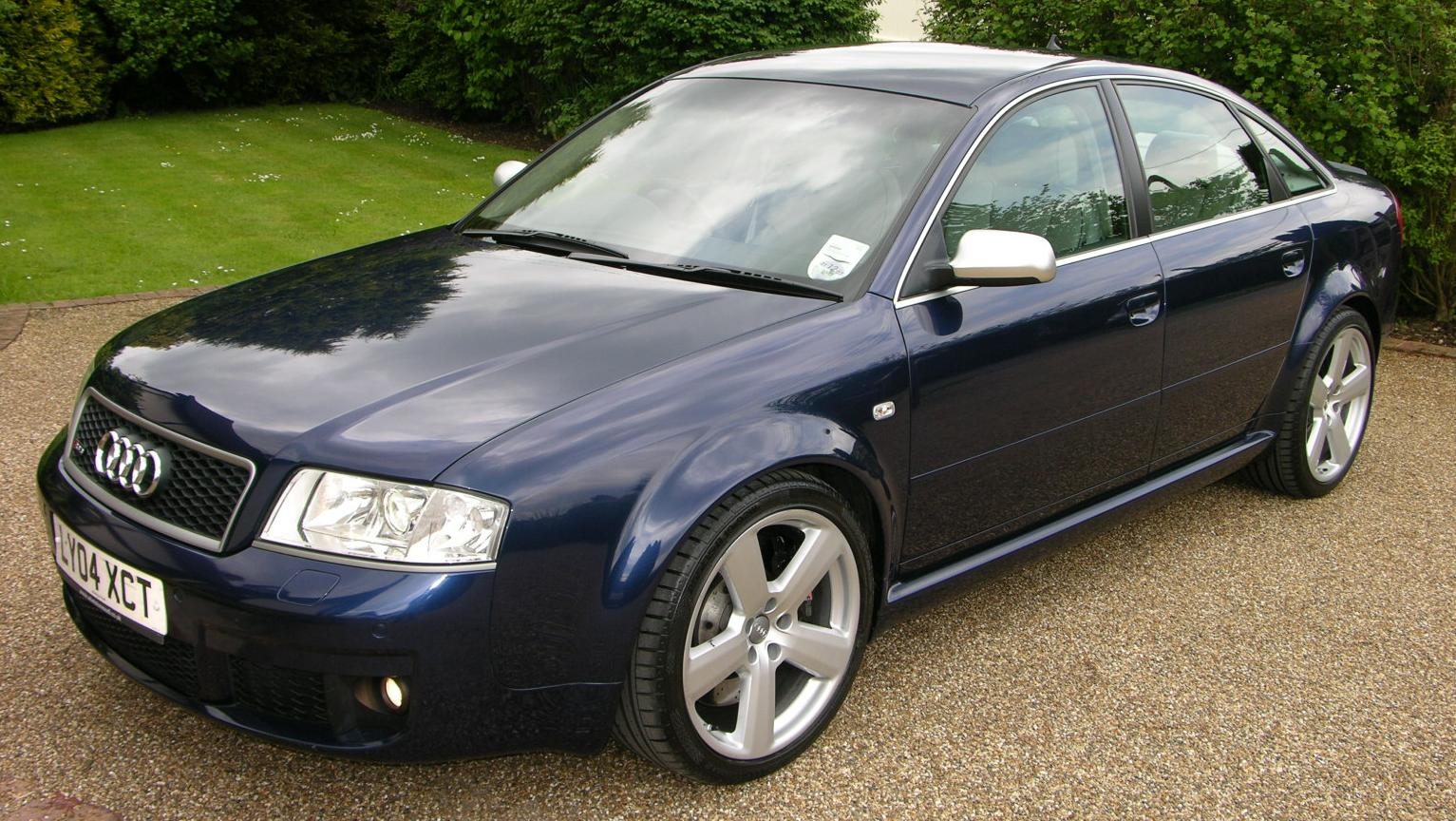
RS6 Berlina

La prima serie era basata sulla seconda serie della A6. La sigla RS sta per RennSport, ed è posizionata sopra la S (Sport) nella gamma della A6; venne venduta dal 2002 al 2004 in due varianti, berlina e Avant.

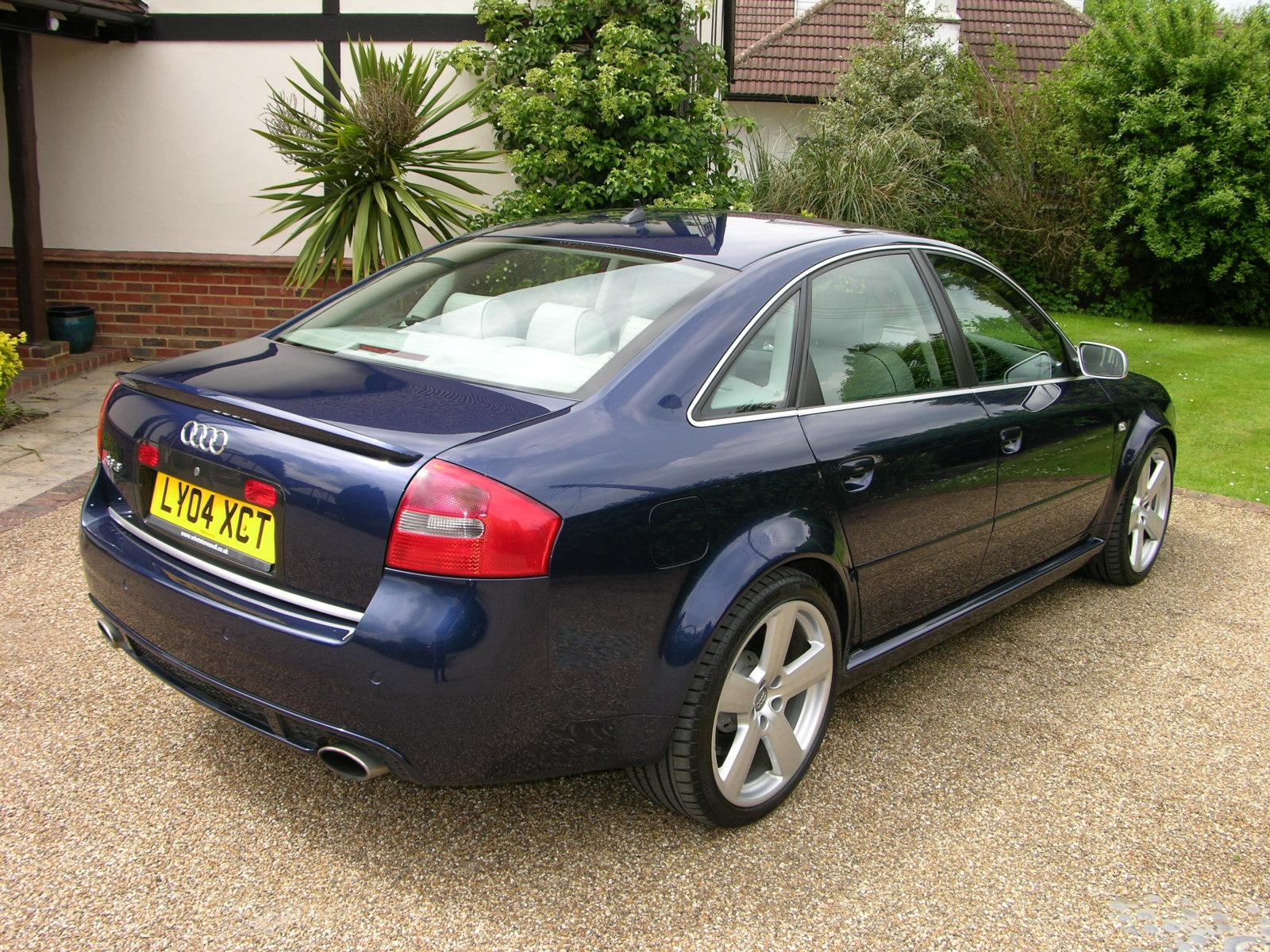
RS6 Berlina

Questa vettura era spinta da un motore V8 a ciclo Otto con una cilindrata di 4,2 litri, era sovralimentato mediante 2 turbocompressori, erogava 450 CV tra i 6000 e i 6400 giri/min e 560 Nm di coppia motrice massima tra 1950 e i 5600 giri/min.
La berlina andava da 0 a 100 km/h in 4,7 secondi (in 4,9 la versione Avant), mentre la velocità massima per entrambe era di 250 km/h.
Della versione Avant è stata anche creata una versione denominata Plus dotata di un propulsore con potenza incrementata di 30 CV, per un totale di 480 CV e 560 Nm di coppia. L'accelerazione da 0 a 100 km/h scendeva così a 4,6 secondi. Venne anche installato il sistema Dynamic Ride Control per la gestione delle sospensioni per migliorare la manovrabilità della vettura. Ne sono stati prodotti 999 esemplari, tutti dotati di apposita targhetta identificativa.

## Seconda serie (2008-2012)

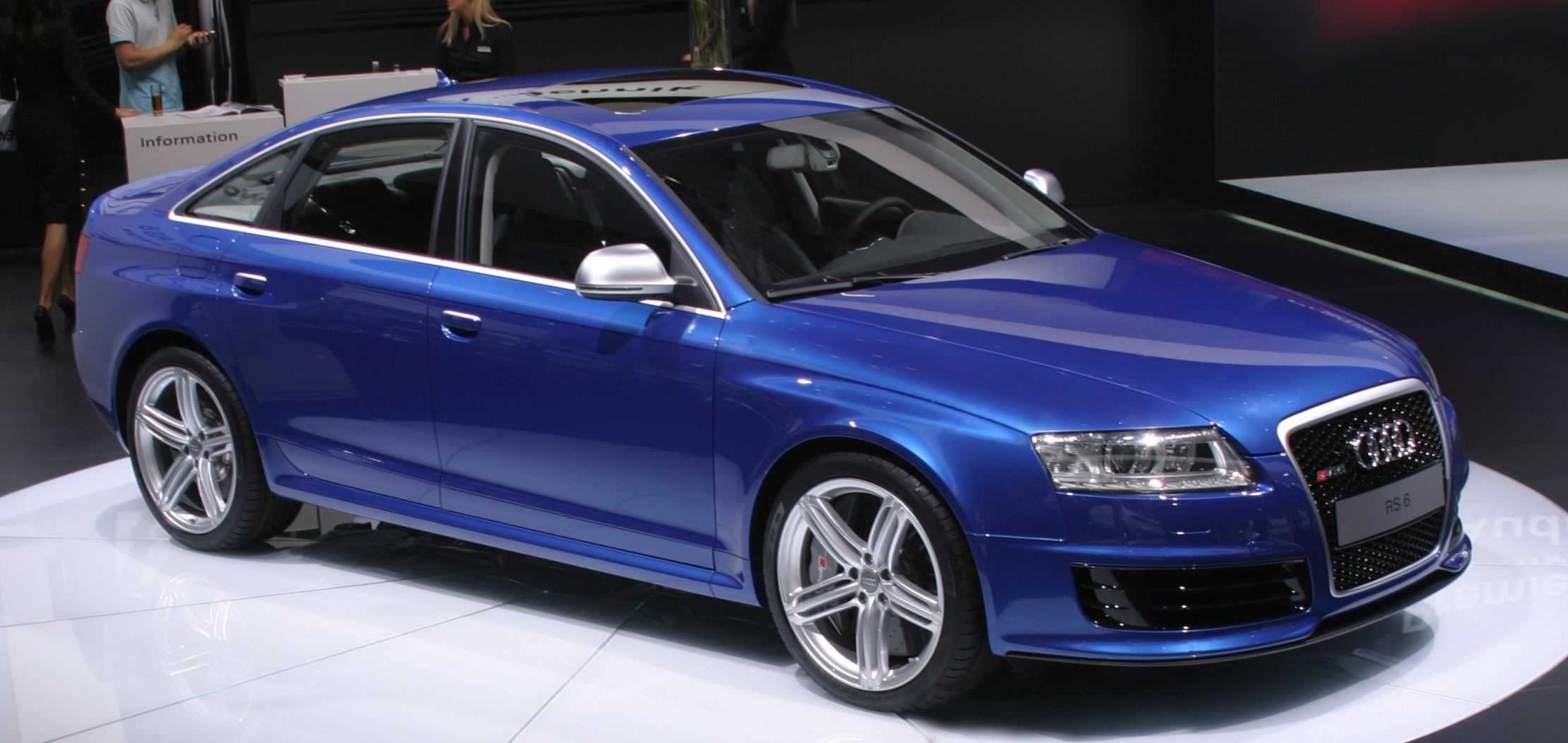
RS6 Berlina

La seconda generazione della RS6 è entrata in produzione dal 2008. La versione Avant ha preceduto la versione berlina nella commercializzazione.
Il suo propulsore, con disposizione dei cilindri a V10 da 5,0 litri e quattro valvole per cilindro, eroga una potenza massima di 580 CV tra 6250 e 6700 giri, mentre la coppia massima è di 650 Nm tra i 1500 ed i 6500 giri.
L'RS6 scatta da 0-100 km/h in circa 4,4 secondi e raggiunge i 200 km/h in 13,6 secondi. La velocità massima è limitata elettronicamente a 250 km/h, ma a richiesta insieme alla copertura in carbonio del motore, si può richiedere lo sblocco per portare l'auto fino a 280 km/h.
La trazione è solo integrale e l'unico cambio disponibile è un automatico a 6 rapporti.

## Terza serie (2013-2018)

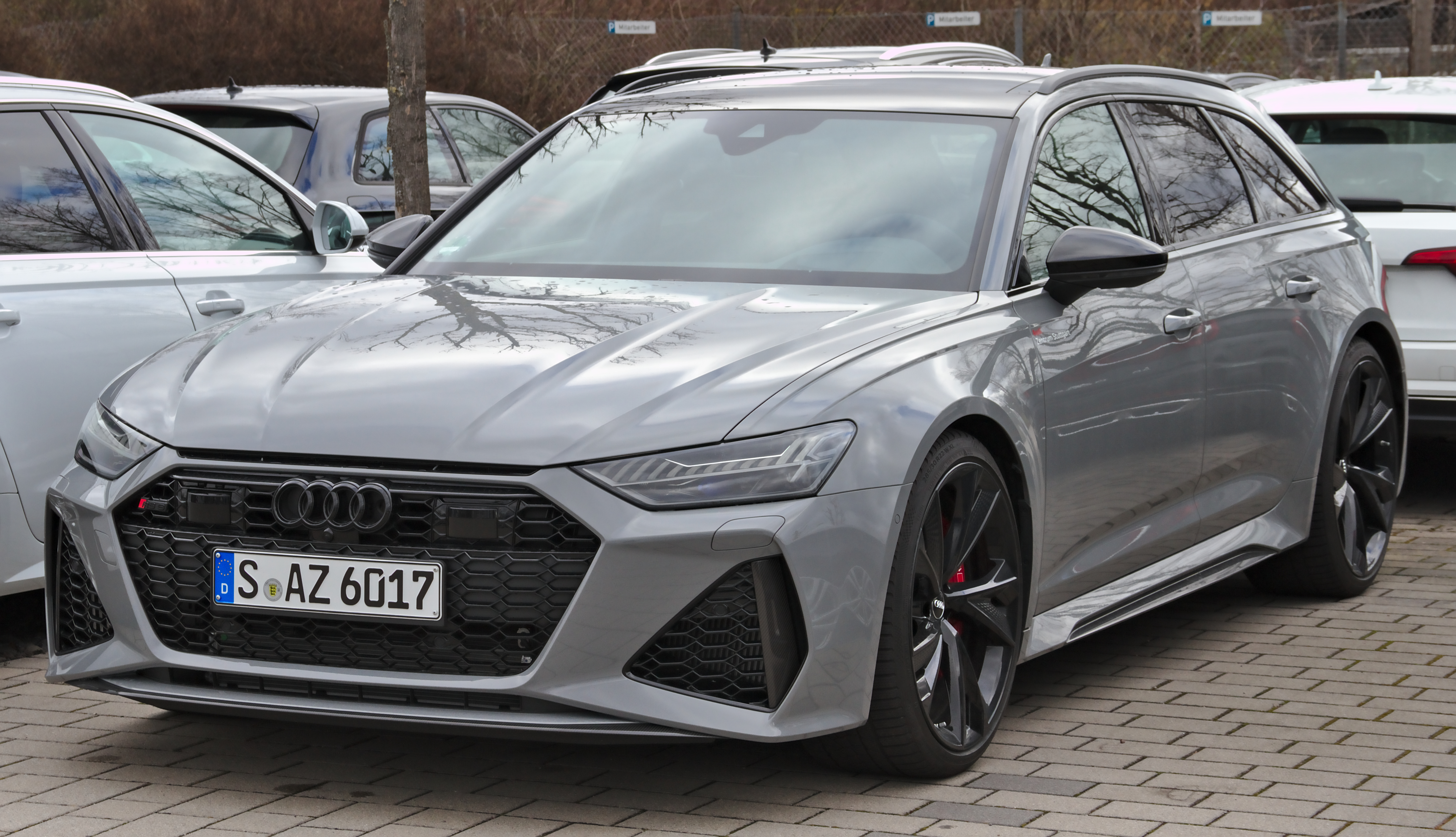
La RS6 di quarta generazione

La terza serie della RS6 è entrata in produzione nel 2013. Questa versione vede le dimensioni del motore diminuire, passando a un V8 da 4,0 litri con due turbocompressori twin-scroll in grado di sviluppare 560 CV (tra 5700 e 6600 giri) e 700 Nm di coppia motrice (tra 1750 e 5500 giri). Sebbene la potenza sia minore, questa versione è più veloce della precedente grazie ai circa 100 kg in meno. 

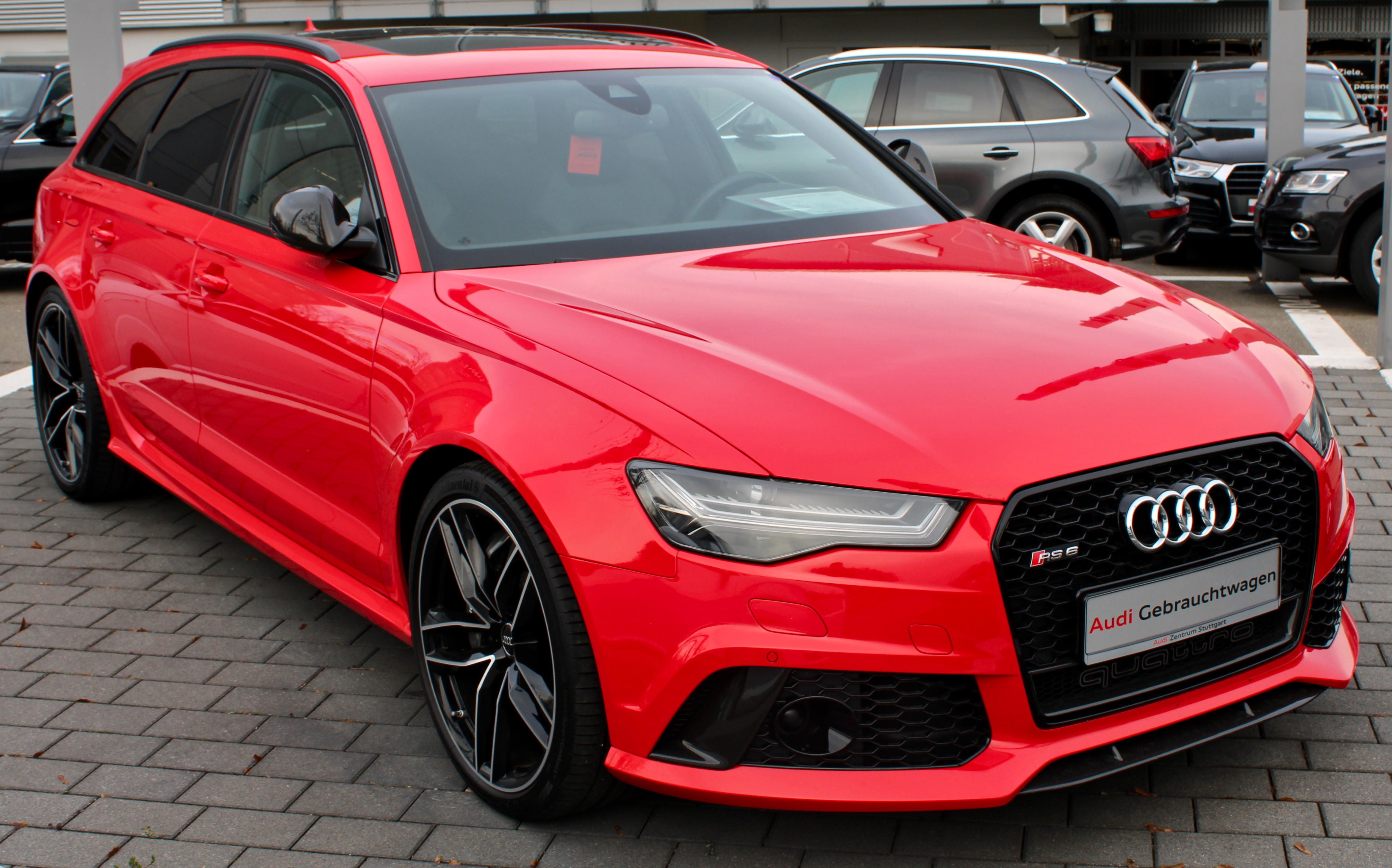
La RS6 di terza generazione

Il risultato in prestazioni è un'accelerazione da 0 a 100 km/h in 3,9 secondi e una velocità massima limitata a 250 km/h, che può essere però aumentata a 280 km/h con l'acquisto del Dynamic Package. Il cambio è l'automatico 8 rapporti ZF, lo stesso usato sulla A6. Sono state implementate alcune funzioni per diminuire le emissioni tra cui il COD (Cylinder-on-demand) che disattiva 4 dei pistoni quando non necessari. La trazione è integrale come per i modelli precedenti. La terza serie della RS6 inoltre è stata realizzata solo in versione Avant.
La versione RS6 Performance nasce alla fine della serie, sempre con un V8 da 4,0 litri con due turbocompressori twin-scroll + un terzo turbocompressore in grado di sviluppare 605 CV (tra 5700 e 6600 giri) e 750 Nm di coppia motrice (tra 1750 e 5500 giri).
Il risultato in prestazioni è un'accelerazione da 0 a 100 km/h in 3,7 secondi e una velocità massima limitata a 250 km/h, che può essere però aumentata a 280 km/h con l'acquisto del Dynamic Package e a 305 km/h con il Dynamic Package Plus nella serie Performance.

## Quarta serie (2019-)
La quarta generazione della RS6 viene lanciata sul mercato alla fine del 2019 ed è la prima RS6 dotata di tecnologia microibrida: il suo motore, un V8 biturbo da 4 litri in grado di erogare una potenza massima di ben 600 CV, è aiutato ai bassi regimi da un piccolo alternatore reversibile in grado di fungere anche da generatore per il recupero dell'energia in frenata (che finisce per alimentare una batteria dedicata) e come motorino di avviamento, oltre che per spingere autonomamente la vettura a bassissime velocità, per esempio in manovra. La velocità massima è di 250 km/h autolimitati, ma mediante l'acquisto di appositi pacchetti è possibile elevare questo limite a 280 o a 305 km/h.